# Malacqua
Malacqua è l'unico romanzo dell'autore italiano Nicola Pugliese, pubblicato nel 1977.

## Storia editoriale
La prima pubblicazione del romanzo avvenne nel 1977 nella collana Coralli di Giulio Einaudi Editore, dietro consiglio di Italo Calvino. Dopo una ristampa l'anno successivo nella collana tascabile Nuovi Coralli, per volontà dell'autore non ve ne furono altre. La riedizione successiva avvenne nel 2013, un anno dopo la morte di Pugliese, per conto dell'editore Pironti. Nel 2017 fu tradotto in inglese.
Nel 2022 è uscita una nuova edizione da parte dell'editore Bompiani.

## Trama
Il giorno 23 ottobre di un anno imprecisato la città di Napoli inizia ad essere investita da una violenta pioggia, che provoca in via Aniello Falcone  l'apertura di una voragine che inghiotte due auto e due donne. Si ha poi il crollo di un palazzo vicino a uno scavo fognario in via Tasso, che determina la morte di cinque persone. 
La pioggia prosegue senza interruzione anche il giorno dopo, in cui iniziano a sentirsi strane voci, quasi ultraterrene, nella Sala dei Baroni di Castel Nuovo, dove si riunisce il consiglio comunale. L'origine delle voci viene riconosciuta, da un vigile urbano mandato a ispezionare la sala, in una bambola. Altre due bambole identiche vengono ritrovate nella voragine e tra le macerie del palazzo crollato, come se queste costituissero degli infausti presagi.
Mentre la pioggia continua incessante anche il 25 ottobre, il giornalista Andreoli Carlo cerca di trovare una nesso tra gli eventi degli ultimi giorni, gli amministratori locali e i consiglieri d'opposizione si perdono in vane chiacchiere e sterili polemiche; le persone comuni pensano invece a salvaguardare i propri beni da una possibile alluvione mentre i loro sentimenti e le loro passioni sono esacerbati dalle cattive condizioni del tempo. Molti collegano le forti piogge e le voci arcane con un altro fatto misterioso avvenuto il 5 agosto precedente, in cui, dopo che era stato emanato un divieto di balneazione, il mare si era arrampicato per i vicoli come a voler raggiungere gli scugnizzi che non potevano tuffarvisi.
Il 26 ottobre, quarto giorno di pioggia, mentre sinistri pensieri si accumulano, Andreoli Carlo ha una premonizione mentre si fa la barba: improvvisamente com'è iniziata, la pioggia pure cesserà, quindi è inutile preoccuparsi ulteriormente: la pioggia potrebbe anche essere stata un segno di purificazione della città.

## Critica
La critica accolse Malacqua in modo largamente positivo. Italo Calvino, primo estimatore del libro, ne apprezzò la forza comunicativa e l'espressività del linguaggio. I riferimenti letterari del romanzo sono stati individuati nei romanzi corali di Matilde Serao fino ad arrivare a Franz Kafka e a James Joyce.

## Edizioni
- Nicola Pugliese, Malacqua : quattro giorni di pioggia nella città di Napoli in attesa che si verifichi un accadimento straordinario, collana Coralli, Torino, Einaudi, 1977.
- Nicola Pugliese, Malacqua : quattro giorni di pioggia nella città di Napoli in attesa che si verifichi un accadimento straordinario, collana Nuovi Coralli, n. 203, Torino, Einaudi, 1978.
- Nicola Pugliese, Malacqua : quattro giorni di pioggia nella città di Napoli in attesa che si verifichi un accadimento straordinario, Napoli, Pironti, 2013, ISBN 978-88-7937-623-5.
- (EN) Nicola Pugliese, Malacqua : Four Days of Rain in the City of Naples, Waiting for the Occurrence of an Extraordinay Event, traduzione di Shaun Whiteside, And Other Stories, 2017, ISBN 9781911508069.
- Nicola Pugliese, Malacqua : quattro giorni di pioggia nella città di Napoli in attesa che si verifichi un accadimento straordinario, collana Narratori italiani, Milano, Bompiani, 2022, ISBN 9788830105140.